# Rocher de Marchastel
Le rocher de Marchastel (dit la Tourre) est un sommet culminant à 1 266 m au centre de l'Aubrac sur la commune de Marchastel.

## Géographie

### Situation
Le sommet surplombe le village de Marchastel et offre un vaste panorama sur le plateau de l'Aubrac, la cascade du Déroc, le Plomb du Cantal et les monts de la Margeride.

### Géologie
Ce sommet d'origine volcanique, isolé sur le granite cinq kilomètres à l'est de Nasbinals, est un culot cratérique déchaussé (neck), présentant sur sa face orientale de grands prismes basaltiques disposés en gerbes complexes, surplombant un important talus d'éboulis. La lave est proche des trachybasaltes et montre une pâte feldspathique largement cristallisée, presque doléritique. Le culot a ensuite été dégagé par l'érosion, en particulier l'érosion glaciaire[réf. nécessaire].

## Histoire
Sur le sommet se dressait autrefois une tour de la baronnie de Peyre dont des restes de fondations et des vestiges de murs sont visibles, qui aurait vraisemblablement donné son nom au rocher.

## Accès
L'accès au sommet se fait depuis le village de Marchastel.

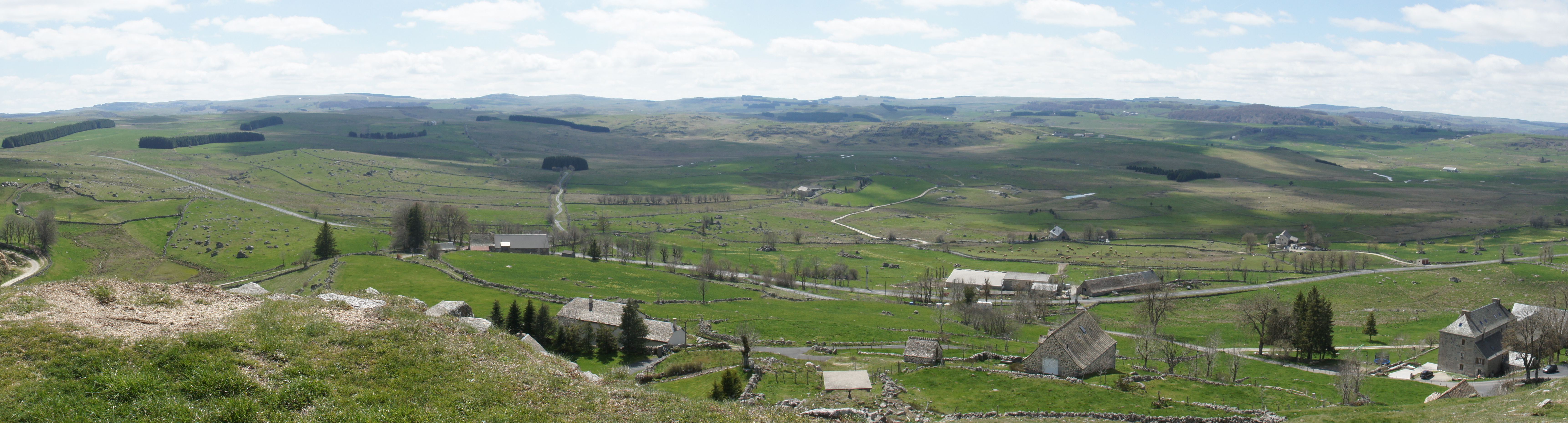
Vue depuis le sommet vers l'ouest.

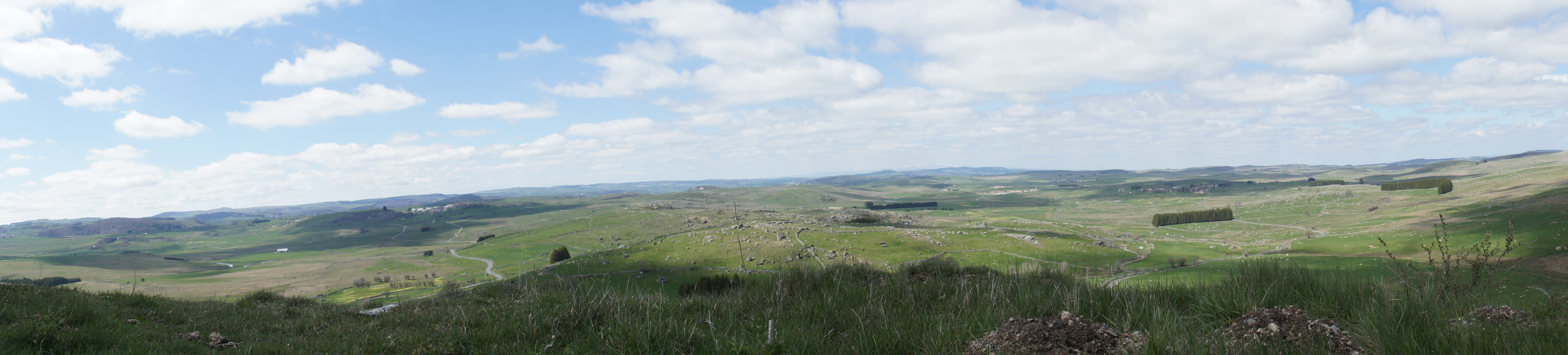
Vue depuis le sommet vers le nord.